# جاکسون اف تیاگو
جاکسون اف تیاگو (به پرتغالی: Jacksen Ferreira Tiago) مهاجم اهل برزیل است که در شهر ریودو ژانیرو و در تاریخ ۲۸ مهٔ ۱۹۶۸ به دنیا آمده‌است.
جاکسون اف تیاگو در تیم‌های فوتبال Petrokimia Putra سابقهٔ حضور دارد.